# Welyka Solona
Welyka Solona (ukrainisch Велика Солона; russisch Великая Солёная Welikaja Soljonaja) ist ein Dorf in der ukrainischen Oblast Mykolajiw mit etwa 950 Einwohnern (2016).
Das zwischen 1764 und 1767 von Flüchtlingen aus der Nordukraine, den zentralen Provinzen des Russischen Kaiserreiches und der Walachei gegründete Dorf war von Anfang August 1941 bis Ende März 1944 von den Deutschen besetzt und trug zwischen 1937 und 2016 den Namen Куйбишевка Kujbyschewka.
Welyka Solona liegt auf einer Höhe von 39 m am Ufer der Solona (Солона), einem 30 km langen Nebenfluss des Hnylyj Jelanez (Гнилий Єланець; Flusssystem Südlicher Bug). Nördlich der Siedlung verläuft die Regionalstraße P–55 von Wosnessensk nach Nowyj Buh. Das ehemalige Rajonzentrum Jelanez befindet sich 14 km nordöstlich und das Oblastzentrum Mykolajiw 97 km südlich vom Dorf.
Am 12. Juni 2020 wurde das Dorf ein Teil der neugegründeten Siedlungsgemeinde Jelanez, bis dahin bildete es die gleichnamige Landratsgemeinde Welyka Solona (Великосолонівська сільська рада/Welykosoloniwska silska rada) im Westen des Rajons Jelanez.
Am 17. Juli 2020 kam es im Zuge einer großen Rajonsreform zum Anschluss des Rajonsgebietes an den Rajon Wosnessensk.